# Ernst Kraft

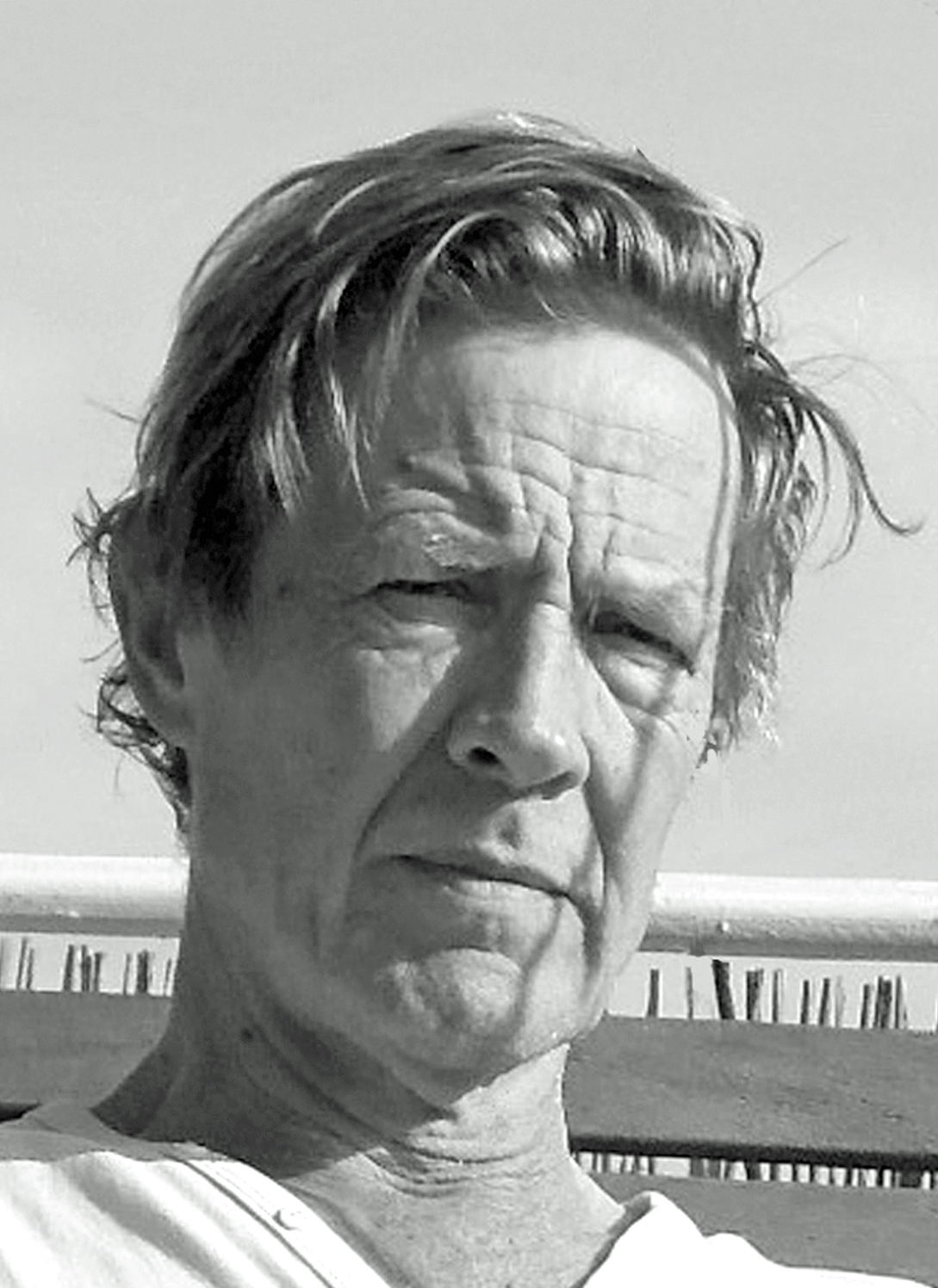
Ernst Kraft, pintor, Málaga 2016

Ernst Kraft, (Bloemendaal, Países Bajos, 2 de julio de 1952)  es un artista visual. Desde 1989 tiene su taller en España.   

## Biografía breve
Ernst Kraft, artista neerlandés, nace en Bloemendaal, Países Bajos, 1952. Entre 1971 y 1976 viaja por América del Norte y América del Sur. Al volver a su país natal, empieza en 1979 su taller de pintura y obra gráfica en Ámsterdam. Hace diseño gráfico para teatro y en 1985 expone una serie de carteles de cine imaginario en el Festival Internacional de Cine de Róterdam. En 1986 catorce carteles de esta serie son incorporados a la colección de la Cinemateca Francesa en París.
En 1989 traslada su estudio a la provincia de Málaga, donde trabaja durante 20 años en Mijas. Posteriormente instala su estudio en Málaga capital. En 2023 se instala en
la provincia de Alicante.
Su pintura y dibujo tienen un carácter de expresión gestual abstracto, influenciados por el neoexpresionismo y el informalismo. Con motivo de la exposición Poemas de guerra , en 2019, se publica el libro del mismo nombre, con ilustraciones de las pinturas de la exposición, y un poema que el escritor Salvador López Becerra escribió en respuesta a esta. En 2023 el Museo Centro de Artes de Vanguardia La Neomudéjar en Madrid albergó la exposición Paisaje quebrado. Con motivo de la exposición se publicó un 'recorrido' fotográfico de la muestra. De diciembre 2023 hasta febrero de 2024, el Ateneo de Málaga expuso la muestra 'La mirada de las mil yardas'. El título es una expresión, originalmente Thousand-yard stare, del artista y corresponsal de guerra Tom Lea  sobre la mirada en blanco del soldado traumatizado, que ha servido como leimotiv de la exposición. En 2024, con motivo del Año James Ensor, creó el díptico 'Autorretrato entre desconocidos y máscaras' (acrílico sobre lienzo), que desde 2025 forma parte de la colección de arte de la ciudad de Ostende, Bélgica.
Su obra pictórica se complementa con instalaciones y construcciones escultóricas en espacios públicos como: El Laberinto de León, en la zona verde de la Fundación Alzheimer en León, México, El laberinto de piedra en el parque 'Ortspitze', en la ciudad de Passau, Alemania, La casa de las dos chimeneas, construida en el parque de esculturas de la ciudad de Santa Rosa, Argentina, El laberinto del Patio en el patio compartido del Ateneo de Málaga, el Monumento al migrante desconocido, una construcción cercada realizada para la Trienal Internacional de Arte 2021 del Centro Cultural Tijuana, México.
El artista holandés Ernst Kraft se incorpora como creador visual en la Revista Gafe «Éramos pocos y parió la abuela», de la Editora BGR, con la viñeta «Es la pera», en el 2022.